# ...De La Planète Mars
...De La Planète Mars – pierwszy studyjny album francuskiej grupy muzycznej IAM. Premiera odbyła się 25 marca 1991 r. Płyta w całości została wyprodukowana przez producenta muzycznego Sodi.

## Lista utworów
1. "Pharaon revient" – 1:06
2. "Planète Mars" – 4:26
3. "Jazz" – 0:09
4. "Tam-Tam de l'Afrique" – 3:51
5. "IAM concept" – 4:11
6. "Crack" – 0:04
7. "Attentat" – 4:46
8. "Disco club" – 0:32
9. "Le nouveau président" – 3:27
10. "IAM Bercy" – 0:25
11. "Non soumis à l'état" – 4:18
12. "1 peu trop court" – 3:40
13. "Do the raï thing" – 1:18
14. "Red, black and green" –
15. "Lève ton slip" – 0:26
16. "Elvis" – 3:46
17. "Unité" – 4:06
18. "Kheops € à l'horizon" – 3:35
19. "Je viens de Marseille" – 1:16
20. "Wake up" – 4:22
21. "Crécelle" – 1:02
22. "La tension monte" – 4:46
23. "Rapline II" – 0:29